# Боротала
Боротала (на китайски: 艾比湖; на пинин: Bóěr Tǎlā Hé) е река в Западен Китай, в Синдзян-уйгурски автономен регион, вливаща се в езерото Еби Нур. Дължината ѝ е 250 km. Води началото си на 3138 m н.в. под името Коксу от южния склон на планината Джунгарски Алатау, в непосредствена близост до границата с Казахстан и по цялото си протежение тече в източна посока между Джунгарски Алатау на север и хребетите Беджинтау и Борохоро (съставни части на планината Тяншан) на юг. Влива се от югозапад в соленото езеро Еби Нур на 189 m н.в. В отделни години в долното си течение пресъхва. В долното си течение силно меандрира, а ширината на коритото ѝ достига до 100 – 150 m. Има силно „разтегнато“ пролетно пълноводие и епизодични летни прииждания в резултат от поройни дъждове във водосборния ѝ басейн. Основен приток на реката е Уртаксари (десен). Водите ѝ в долното течение се използват за напояване и водоснабдяване.